# Philodendron spiritus-sancti
Philodendron spiritus-sancti är en kallaväxtart som beskrevs av George Sydney Bunting. Philodendron spiritus-sancti ingår i släktet Philodendron och familjen kallaväxter. Inga underarter finns listade.